# Ladies' Home Journal

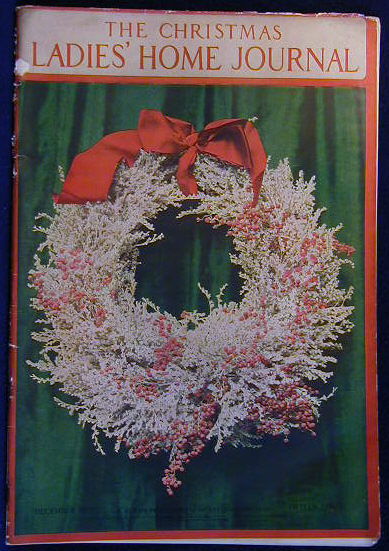
Capa da revista em 1906

Ladies' Home Journal foi uma revista norte-americana publicada pela Meredith Corporation. Foi publicado pela primeira vez em 16 de fevereiro de 1883, e eventualmente se tornou uma das principais revistas femininas do século XX nos Estados Unidos. Em 1903, foi a primeira revista americana a alcançar um milhão de assinantes.

## Redação
- Cynthia May Alden
- Joan Younger Dickinson
- Helen Reimensnyder Martin
- Olivia Mackenzie Zecy
- Kathryn Casey